# Sribne
Sribne (ucraniano: Срі́бне) es un sélyshche de Ucrania perteneciente al raión de Pryluky de la óblast de Chernígov.
En 2022, la localidad tenía una población de 3001 habitantes. Es sede de un municipio que abarca los sélyshcha de Sribne y Dihtiarí y 27 pueblos, sumando la población municipal más de diez mil habitantes. El municipio se formó en 2017 mediante la agrupación de todos los ayuntamientos que hasta entonces formaban el raión de Sribne.
Se ubica sobre la carretera H07, a medio camino entre Pryluky y Romný.

## Historia
Se conoce la existencia del asentamiento en documentos desde 1174, cuando era una fortaleza llamada "Serebriani" (Серебряний), en la que las tropas de Ígor Sviatoslávich derrotaron a los cumanos. La fortaleza perteneció al principado de Pereyáslav. Tras quedar abandonada a mediados del siglo XIII por la invasión mongola de la Rus de Kiev, se reconstruyó en el siglo XIV, pero en 1482 acabó siendo destruida por tropas de los tártaros de Crimea dirigidas por Meñli I Giray. El asentamiento actual se menciona en documentos desde 1592. En la rebelión de Jmelnitski se estableció aquí la sede de una sotnia y llegó a adoptar el estatus de ciudad; sin embargo, acabó destruida en 1658-1659 durante la posterior guerra ruso-polaca, por lo que su estatus quedó reducido al de miasteczko.
En el Imperio ruso fue sede de su propia vólost, desde 1802 incluida en el uyezd de Pryluky de la gobernación de Poltava. La RSS de Ucrania estableció aquí en 1923 la sede del raión de Sribne, que duró casi un siglo. Pese a adoptar el estatus de capital distrital, perdió el estatus de miasteczko y pasó a ser considerado un simple pueblo. En 1965 fue elevado a asentamiento de tipo urbano.